# Le disgrazie di Adamo
Le disgrazie di Adamo (Fig Leaves) è un film muto del 1926 diretto da Howard Hawks.

## Trama

### Prologo
Adamo ed Eva vivono in un appartamento primitivo: lui, prima di andare in ufficio, fa colazione leggendo il giornale (due lastre di pietra con sopra incise le ultime notizie). Poi corre a prendere il treno (un carrello trainato da un dinosauro) mentre Eva, pur se ha a disposizione un ricco guardaroba, si lamenta di "non avere niente da mettere", provocando il serpente che si mette a tentarla.

### New York, oggi
Adamo è un idraulico ed Eva, sua moglie, sogna una vita lussuosa. Accidentalmente, Eva trova lavoro come modella in un negozio di moda della Quinta Strada, diventando la protetta di Josef André. Il serpente si ripropone nei panni di una bella bionda che abita di fronte all'idraulico e che cerca di sedurre Adamo. Dopo che Eva ha respinto le importune attenzioni di Josef André, i due coniugi si riconciliano e tornano insieme.

## Produzione
Il film fu prodotto dalla Fox Film Corporation. La sequenza della sfilata di moda fu girata in technicolor.

## Distribuzione
Il copyright del film, richiesto da William Fox, fu registrato il 3 luglio 1926 con il numero LP22885.
Distribuito dalla Fox Film Corporation, il film uscì nelle sale cinematografiche USA il 22 agosto 1926 con il titolo originale Fig Leaves. In Finlandia, fu distribuito il 22 febbraio 1929.
Copia della pellicola viene conservata negli archivi del Museum of Modern Art.